# Котелянка (Бердичівський район)
Котеля́нка — село в Україні, у Ружинській селищній громаді Бердичівського району Житомирської області. Населення становить 129 осіб.

## Географія
Село розташоване на правому березі річки Роставиця.

## Історія
Колишня назва Католянка, хутір. Назва походить від слова «католики».
За 5 км від села є станція «Дерганівка», де зупиняються приміські дизель-поїзди до Козятина, Погребища, Жашкова та Христинівки. У Козятині можна зробити пересадку на поїзди до Вінниці, Бердичева, Житомира та Києва та багатьох інших міст України.
Колишній орган місцевого самоуправління — Білилівська сільська рада.